# Municipio de Grassey
El municipio de Grassey (en inglés: Grassey Township) es un municipio ubicado en el condado de Cleburne en el estado estadounidense de Arkansas. En el año 2010 tenía una población de 1184 habitantes y una densidad poblacional de 9,38 personas por km².

## Geografía
El municipio de Grassey se encuentra ubicado en las coordenadas 35°37′41″N 91°50′39″O / 35.62806, -91.84417. Según la Oficina del Censo de los Estados Unidos, el municipio tiene una superficie total de 126.25 km², de la cual 126,19 km² corresponden a tierra firme y (0,04 %) 0,05 km² es agua.

## Demografía
Según el censo de 2010, había 1184 personas residiendo en el municipio de Grassey. La densidad de población era de 9,38 hab./km². De los 1184 habitantes, el municipio de Grassey estaba compuesto por el 98,23 % blancos, el 0,34 % eran amerindios, el 0,08 % eran asiáticos, el 0,25 % eran de otras razas y el 1,1 % eran de una mezcla de razas. Del total de la población el 1,1 % eran hispanos o latinos de cualquier raza.